# Проспект Пауліста
Проспект Пауліста (порт. Avenida Paulista) — один з центральних та найважливіших проспектів міста Сан-Паулу, Бразилія. Цей проспект довжиною 2,8 км відомий розташуванням на ньому головних офісів великого числа фінансових та культурних установ.

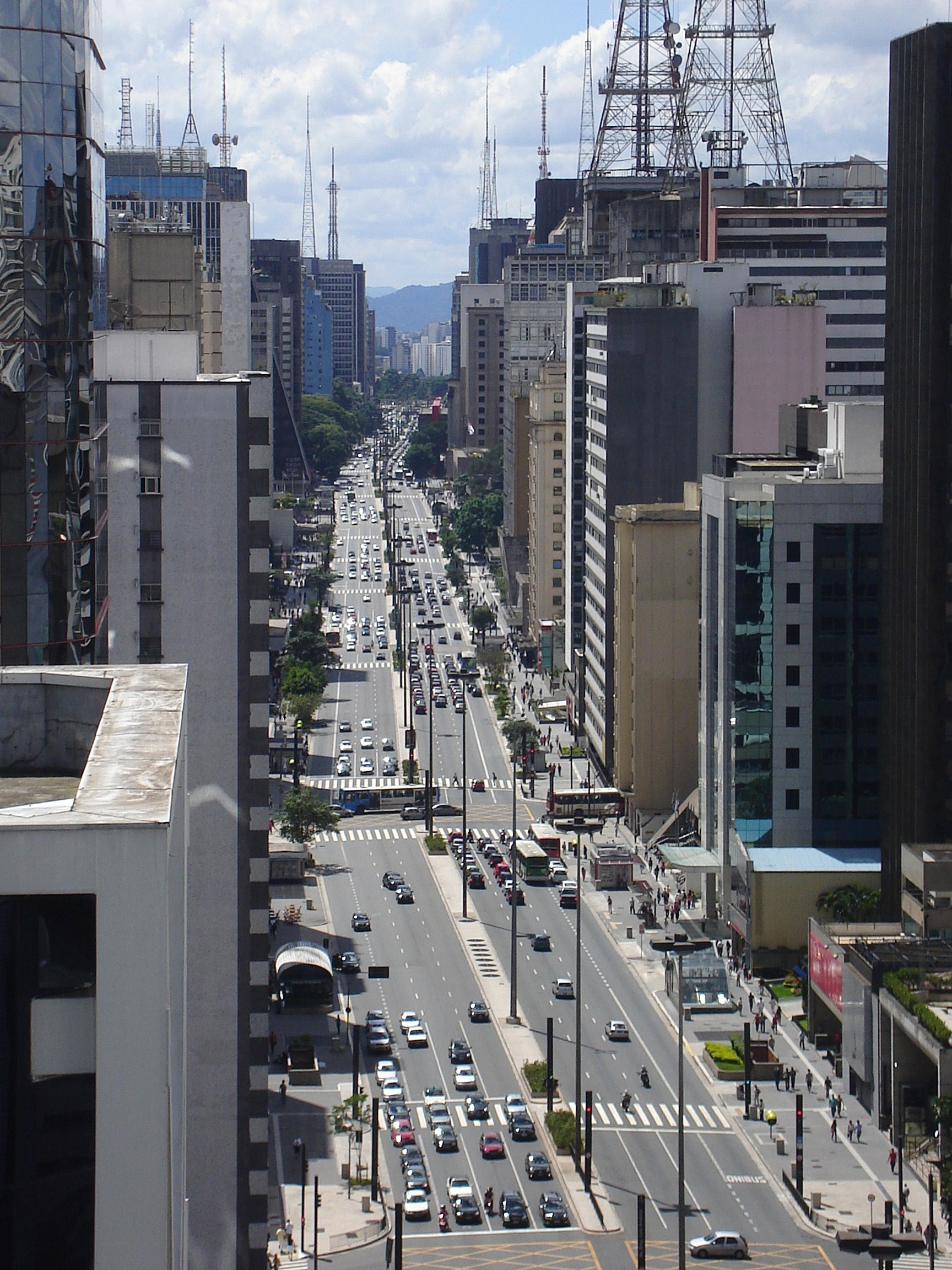
Вигляд проспекту ввечері, у напрямку до вулиці Консолісан

Проспект є великою торговою ділянкою та місцем розташування найбільшого музею мистецтва Латинської Америки — Музею мистецтва Сан-Паулу (MASP). Крім того, через те, що не практично найвища ділянка міста, тут розташовано багато радіо- та теле-антен. Під проспектом проходить лінія метро, а по поверхні — багато автобусних маршрутів.
Проспект був відкритий в грудні 1891 року. З 1960-тих років він вважається одним з головних ділових районів міста, а територія на ньому вважається найдорожчою в Латинській Америці після Проспекту Президента Масаріка в Мехіко.